# Choi Soon-sil

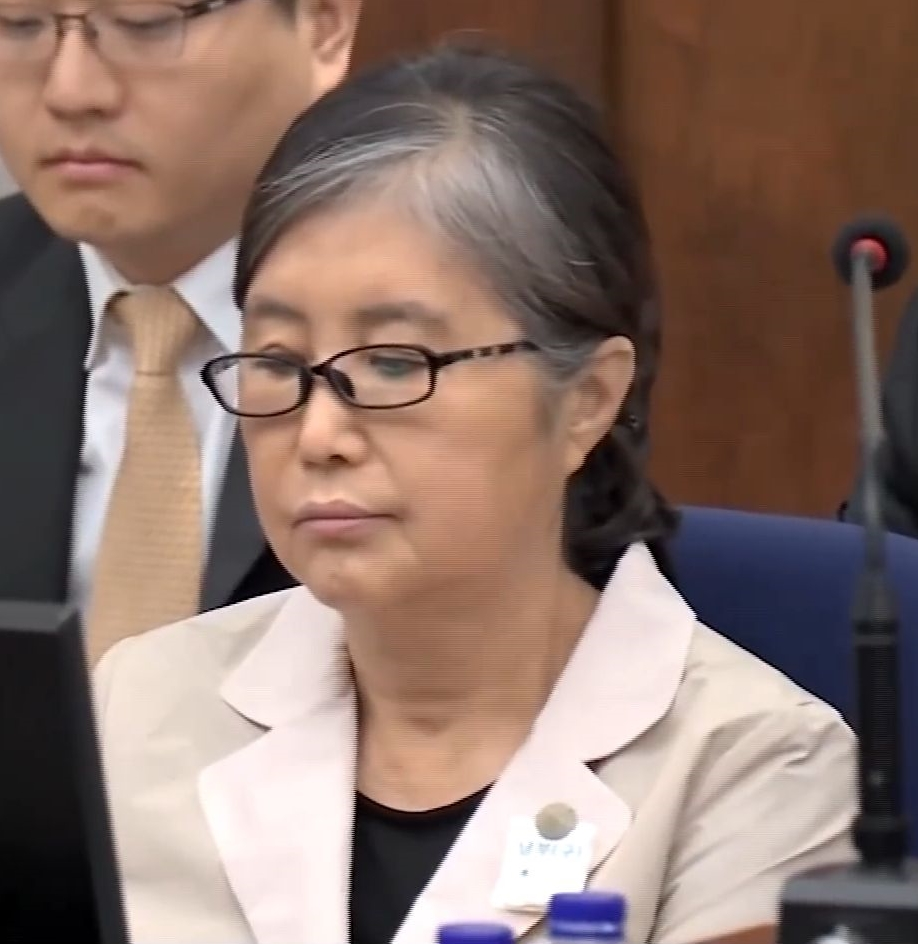
Choi Soon-sil

Choi Soon-sil (* 23. Juni 1956 in Ahyeon-dong, Mapo-gu, Seoul) ist eine südkoreanische Unternehmerin, Schamanin und beschuldigte Kriminelle im politischen Skandal rund um die ehemalige Präsidentin Park Geun-hye. Sie gilt als zentrale Hauptfigur in dem Skandal, der zum Rücktritt von Park geführt hat.

## Biographie
Choi wurde am 23. Juni 1956 als fünfte Tochter des Sektenführers Choi Tae-min und dessen Frau Im Sun-yi (임선이) in Seoul geboren. Sie nahm 1975 ein Wirtschaftsstudium an der Dankook University auf und wurde daraufhin als Wirtschaftsprüferin zugelassen. Im Jahr 1982 heiratete Choi einen Mann namens Kim Young-ho (김영호) und bekam mit diesem ein Jahr später einen Sohn. Das Paar ließ sich 1986 scheiden. Im Jahr 1995 heiratete sie den ehemaligen Sekretär ihres Vaters Chung Yoon-hoi und bekam mit diesem eine Tochter, welche den Namen Chung Yoo-ra trägt und als Dressurreiterin Karriere gemacht hat. Auch diese Ehe wurde 2014 geschieden. Chung Yoon-hoi amtierte als Präsidentin Parks Stabschefin.
Chois Vater und Park Geun-hyes Vater, der ehemalige Präsident Park Chung-hee, sollen ein enges Verhältnis zueinander gehabt haben. Nachdem Park Geun-hyes Mutter Yuk Young-soo von dem nordkoreanischen Sympathisanten Mun Se-gwang erschossen wurde, sollen sich die Töchter der beiden Männer angefreundet haben.
Choi soll im Arbeitsalltag Parks über weitreichende Kompetenzen verfügt haben. So soll sie für die Politikerin Reden geschrieben, ihre Kleidung ausgesucht und das Budget des Kulturministeriums zugewiesen haben. Zudem soll sie die renommierte Ewha Womans University bestochen haben, um so einen Studienplatz für ihre Tochter zu bekommen.
Choi wurde im Februar 2018 aufgrund der ihr vorgeworfenen Bestechung, Nötigung und Machtmissbrauch, welcher zur Folge hatte, dass Chois Organisationen hohe Geldsummen von großen Jaebeols wie Samsung und Hyundai bekamen, zu einer Haftstrafe von 20 Jahren sowie zur Zahlung einer Geldstrafe von umgerechnet 13,5 Millionen Euro verurteilt.
Chois Rolle und ihr Einfluss auf die Präsidentin wurden mit der Stellung von Grigori Jefimowitsch Rasputin am Hofe des russischen Zaren Nikolaus II. verglichen.